# Schwarzbrustzeisig
Der Schwarzbrustzeisig (Spinus notatus, Syn.: Carduelis notata) ist ein Vogel aus der Familie der Finkenvögel (Fringillidae).

## Verbreitung

Verbreitungsgebiet des Schwarzbrustzeisigs (grün)

Seine Herkunftsgebiete sind Mexiko, Guatemala, Nicaragua und Honduras. Die Heimat des Schwarzbrustzeisig ist im Norden von Mexiko (Provinz Chihuahua) bis Nicaragua, überwiegend das Hochland zwischen 2000 m und 3000 m. Er bewohnt buschdurchsetztes Grasland und lichte Haine und ist meist paarweise anzutreffen.

## Ernährung
Seine Nahrung besteht aus Sämereien (zum Beispiel Distelsamen, Grassamen, Salatsamen, Perilla, Nachtkerze, Negersaat, Leinsaat) und Grünfutter, wobei eine große Auswahl wie Vogelmiere, Kopfsalat, Chicorée, Löwenzahnblätter und -blüten sowie Gänsedisteln und deren Blüten verfüttert werden können.

## Unterarten
Drei Unterarten sind bekannt:
- Spinus notatus notatus (Du Bus de Gisignies, 1847)[2] kommt in Ost- und Zentralmexiko und dem Norden Guatemalas vor.
- Spinus notatus forreri (Salvin & Godman, 1886)[3] sit im westlichen Mexiko verbreitet.
- Spinus notatus oleaceus Griscom, 1932[4] kommt von Belize bis ins nördliche Nicaragua vor.

## Etymologie und Forschungsgeschichte
Die Erstbeschreibung der Schwarzbrustzeisig erfolgte 1847 durch Bernard Amé Léonard Du Bus de Gisignies unter dem Namen Carduelis notata. Das Typusexemplar stammte aus Mexiko. 1816 führte Carl Ludwig Koch die neue Gattung Spinus ein. Dieser Name leitet sich von σπινος spinos für „einen nicht identifizierten Vogel“ laut Aristophanes, Dionysios und Hesychios von Alexandria ab. Meist wird damit eine Art Fink assoziiert. Der Artepitheton leitet sich vom Lateinischen notatus, notare, nota für markiert, markieren, Markierung ab. Forreri ist Alphonse Forrer (1839–1899) gewidmet. Oleaceus ist lateinischen Ursprungs und bedeutet Öl gleich, ölig von  oleum für Olivenöl.

## Haltung
Bei artgerechter Haltung ist der Schwarzbrustzeisig kein Problemvogel.